# Gunga Din
Gunga Din est un poème épique de Rudyard Kipling, publié en 1892.

## Résumé
Le poème est un récit à la gloire d'un serviteur indien méprisé par les soldats anglais qu'il sert pourtant avec dévouement, jusqu'à donner sa vie pour sauver l'un d'eux lors d'un combat.

## Autour du poème
Son nom est maintenant donné à quelques restaurants indiens de Grande-Bretagne.

## Adaptations

### Au cinéma
- 1939 : Gunga Din, film américain réalisé par George Stevens, d'après le poème éponyme de Kipling, avec Cary Grant, Victor McLaglen, Douglas Fairbanks Jr. et Sam Jaffe dans le rôle titre.

### À la télévision
- 1964 : Gunga Din, épisode 3, saison 1, de la série télévisée d'animation américaine The Famous Adventures of Mr. Magoo (en)

### Adaptation musicale
Gunga Din est le titre d'un single du groupe The Libertines sorti en 2016, à la suite de la réunification du groupe de rock britannique mené par Pete Doherty et Carl Barat.